# Джальоне
Джальо̀не (на италиански: Giaglione; на пиемонтски: Giajon, Джайон, на окситански: Dzalhoun, Дзальоун, на френски: Jaillons, Жейон) е село и община в Метрополен град Торино, регион Пиемонт, Северна Италия. Разположено е на 774 m надморска височина. Към1 януари 2020 г. населението на общината е 602 души, от които 8 са чужди граждани.